# Куницына (Иркутская область)
Куни́цына (также пишется как Куни́цыно) — деревня в Качугском районе Иркутской области России. Входит в Верхоленское муниципальное образование.

## География
Находится двумя кварталами вдоль автодороги, в 0,5 км от правого берега Лены, к западу от озера Куницынское, в 6 км к северо-западу от центра сельского поселения, села Верхоленск.

## Население
| 2002 | 2010 | 2011 | 2012 |
| ---- | ---- | ---- | ---- |
| 0    | ↗2   | →2   | →2   |

По данным Всероссийской переписи, в 2010 году в деревне проживали 2 женщины.

## Транспорт
Стоит на автодороге 25Н-056.